# Småtjärnarna (Ängersjö socken, Hälsingland)
Småtjärnarna är en sjö i Härjedalens kommun i Hälsingland och ingår i Ljusnans huvudavrinningsområde. Sjön är 2,1 meter djup, har en yta på 0 kvadratkilometer och befinner sig 0 meter över havet.